# 佐々木すみ江
佐々木 すみ江（ささき すみえ、1928年〈昭和3年〉6月22日 - 2019年〈平成31年〉2月17日）は、日本の女優、声優。本名：青木すみ江（旧姓：佐々木）。所属事務所はアルファエージェンシー。
東京府出身（出生地は台北市）。東京府立第五高等女学校、日本女子大学家政学科卒業。劇団民藝（当初は東京民衆芸術劇場）養成所1期生（同期は大滝秀治・奈良岡朋子）。

## 人物・来歴
大学卒業後の1951年、劇団民藝の結成に参加。『その妹』で初舞台を踏んで以降、多くの作品に出演。同年、ジャーナリストで産経新聞編集局長、筑波大学名誉教授の青木彰と結婚。
1971年に内部で起きた対立により、下條正巳や鈴木瑞穂、佐野浅夫らと共に劇団を退団。
『想い出づくり。』を筆頭に、確かな演技力で母親役や姑役で各作品に出演。
2008年に出演した『篤姫』での主人公・天璋院の養育係である菊本役が好評を博し、「女の道は一本道でございます」というセリフでも話題となった。
2019年2月17日午前中に自宅で倒れ、東京都内の病院に緊急搬送されたものの同日12時59分、肺炎のため死去。90歳没。

## 出演

### テレビドラマ

#### NHK
- 喧嘩太郎（1959年） - 紀子
- 大河ドラマ
  - 赤穂浪士（1964年） - 萩原千代
  - 新・平家物語（1972年） - 弐子
  - 草燃える（1979年） - 磯禅師
  - 獅子の時代（1980年） - 平沼もえ
  - 春の波涛（1985年） - タネ
  - 武田信玄（1988年） - とら
  - 徳川慶喜（1998年） - 瀧山
  - 篤姫（2008年） - 菊本
  - 西郷どん（2018年） - イシ
- 銀河テレビ小説
  - 昭和の青春シリーズ3 春の谷間（1977年）- 早見くら
  - もず（1980年） - 喜美
  - 妻・愛は迷路（1986年） - 外村信枝
  - お入学（1987年） - 田倉あき
- 連続テレビ小説
  - おていちゃん（1978年） - 野村タカ
  - ロマンス（1984年） - 小島うめ
  - 君の名は（1991年） - 角倉信枝
  - ひまわり（1996年） - 長沼うらら
  - さくら（2002年） - 沼田たね
  - ゲゲゲの女房（2010年） - 田中キヨ
- 風雪（1965年5月13日） - カツ（石川啄木の母）
- わが美わしの友（1975年11月15日） - 本間利代子
- 赤い月（1977年） - 羽島芳枝
- 事件（1978年） - 坂井すみ江
- 修羅の旅して（1979年10月28日） - 邦江
- 夢千代日記（1981 - 1984年） - 兼子 役/おカネさん（旅館「たばこ屋」仲居）
- ビゴーを知っていますか（1982年10月9日、NHK） - たか
- 日本の面影（1984年） - 小泉チエ
- 土曜ドラマ（NHK）
  - 恋愛模様（1990年） - 鷲尾伊那子
  - 和菓子の味（1994年） - 幸田玉子
- 清左衛門残日録（1993年） - 杉村政子
- 十時半睡事件帖（1995年） - まつ
- 薔薇の殺意〜虚無への供物（1997年） - 川西かつ江
- 雲の上の青い空（1997年）
- 坂の上の雲（2009年） - 女中・よし
- キルトの家（2012年） - 沖山志津
- かすてぃら（2013年） - 佐野エン
- 生きたい たすけたい（2014年） - 蔵内アイ
- 終の棲家（2014年） - 梅田春江
- わたしをみつけて（2015年） - 一宮シメ
- ちゃんぽん食べたかっ!（2015年） - 佐野エン（写真のみ）
- たからのとき（2016年） - 松本せつ
- 絆〜走れ奇跡の子馬〜（2017年） - 根本きぬ
- ブランケット・キャッツ（2017年6月23日） - 立花佐代子
- 我が家の問題 第三回「初めての里帰りに悩む妻」（2018年2月18日） - 佐竹節子

#### 日本テレビ
- 坊つちやん（1970年）
- 飛び出せ!青春 第43話「仰げば尊し? わがビギン!!」（1973年2月18日） - 矢口
- 新五捕物帳（1978年）
- 婦警候補生物語（1985年） - 山野しげ子（巡査部長）
- 銭形平次（1987年）
  - 第33話「叱られた平次」 - つる
- 検事・若浦葉子（1991年）
- 外科医有森冴子（1992年）
- 引っ越せますか（1993年） - 池渕伊知
- 恋も2度目なら（1995年） - 小林久代
- 冷たい月（1998年）
- ストレートニュース（2000年10月25日） - 鈴木千枝
- ナースマン～あの男が帰ってきた!!（2004年4月6日） - 滝田千代
- 怪物くん（2010年5月8日） - 佐藤フミ
- 美丘-君がいた日々-（2010年） - 峰岸静江
- スーパーサラリーマン左江内氏（2017年） - 智恵子（もんじゃ焼き屋店主）
- 火曜サスペンス劇場
  - 「穴」（1986年）
  - 「松本清張スペシャル・やさしい地方」（1988年） - 土生とよ子
  - 「火刑都市」（1989年） - 渡辺栄
  - 「女医の殺人」（1991年4月30日OA、総合プロデュース）
  - 「地方記者・立花陽介1」（1993年5月25日） - 塚本のぶ子
  - 「京都・女性記者シリーズ8」（1993年7月6日） - 杉岡志乃
  - 「九門法律相談所」（1994年8月23日） - 壇琴枝
  - 「小京都ミステリー」（1995年）
  - 「救急指定病院」（1998年5月26日） - 工藤克枝
  - 「だます女だまされる女」（2003 - 2006年） - 川村多恵

#### TBS
- 虫は死ね（1963年） - 妻
- シルバー仮面 第4話「はてしなき旅」（1971年） - 湯浅静江
- ゆびきり（1973年） - 沢田夫人
- 白い影（1973年） - 関口鶴代
- 日曜劇場
  - サッちゃんきれいになったよ（1977年7月17日、TBS） - 真佐子
  - こぎとゆかり（1978年11月12日、CBC） - 桃子
- 不毛地帯（1979年） - 大門藤子
- 港町純情シネマ(1980年)
- 想い出づくり。（1981年） - 池谷由起子
- はまなすの花が咲いたら（1981 - 1982年） - 井田深雪
- 淋しいのはお前だけじゃない（1982年） - ベラ谷口
- ふぞろいの林檎たち（1983年 - 1997年） - 仲手川愛子
- くれない族の反乱（1984年） - 太田所長
- 女ともだち（1986年8月22日） - 高橋菊江
- 妻の知らない夫の顔（1986年12月17日）
- となりの女（1986年） - 渡辺寿子
- 中部日本放送創立35周年記念番組 元禄サラリーマン考〜朝日文左衛門の日記（1986年3月9日、CBC） - ふじ乃
- モナリザたちの冒険（1987年） - 鈴子
- 愛の劇場
  - 一緒に暮らしたい（1990年）
  - ぽっかぽか（1994年） - 宮間園
  - あっとほーむ（2000年） - 芹沢芳江
  - またのお越しを（2003年） - 城戸房江
  - ほーむめーかー（2004年） - 駄菓子屋のお婆ちゃん
- 夏の嵐!（1992年） - 小野芳
- ダブル・キッチン（1993年4月23日） - 深田貴子
- 家栽の人（1993年）
- オトコの居場所（1994年） - 等々力静枝
- 適齢期（1994年） - 国分克子
- セカンド・チャンス（1995年） - 藤井清江
- おひさまがいっぱい（1996年） - 山本あや
- WHO!?（1997年）
- ひなたぼっこ（1998年） - 浜岡ヒデ
- 先生知らないの?（1998年） - 川島洋子
- 嫁はミツボシ。（2001年） - 野村輝代
- コスメの魔法 第1作（2004年） - 山田加寿子
- ドラマ30 湯けむりウォーズ〜女将になります〜（2005年、CBC） - 菊池園枝
- 女系家族（2005年） - 矢島かね
- 弁護士のくず（2006年） - 高井悦子
- トリプル・キッチン（2006年） - 諸隈真紀子
- 花より男子2（リターンズ）（2007年） - タマ
- パパとムスメの7日間（2007年） - 国枝ひそか
- Tomorrow〜陽はまたのぼる〜（2008年） - 河原のぶ子
- あんどーなつ（2008年） - たつ家の女将・辰子
- 夫婦道（2009年） - 助産師・米山さん
- ハンチョウ〜神南署安積班〜（2009年5月25日） - 小池菊乃
- 深夜食堂（2009年） - エレクト大木の母
- 赤い指（2011年） - 前原政恵
- 神様のイタズラ（2013年） - 大沢愛子
- 花のち晴れ〜花男 Next Season〜（2018年） - タマ
- 月曜ミステリー劇場
  - 「流れ星お銀!事件解決いたします」（2000 - 2003年） - 広岡容子
  - 「陰の季節」（2001年） - 曾根貴美子
  - 「万引きGメン・二階堂雪」（2003年） - 二階堂玉江
  - 「弁護士・朝吹里矢子」（2003年） - 栗原タケノ
- 月曜ゴールデン
  - 「弁護士 一之瀬凛子」（2010年） - 望月久子

#### フジテレビ
- 二階（1965年）
- 川端康成名作シリーズ（1973年）
- 若草物語（1973年） - 田崎ふみ
- 女の勲章（1976年） - 安田兼子
- 大奥（1983年） - 姉小路
- 流れ星佐吉（1984年）
- 現代恐怖サスペンス「消えた死体・美しき罠～真夏の夜の夢殺人」（1987年）
- 女も男もなぜ懲りない（1987年） - 矢吹安代
- 砂の家（1989年）
- 新金色夜叉 百年の恋（1990年） - 富山環
- 主婦たちのざけんなヨⅢ「学問ノススメ!?」（1992年）
- 愛情物語（1993年）
- 愛と疑惑のサスペンス「いのちの誘拐」（1994年） - 早川はつ代
- 陽のあたる場所（1994年） - 大八木春子
- 沙粧妙子-最後の事件-（1995年） - 梶浦信子
- 彼女たちの結婚（1997年） - 柏木澄子
- いのちの器（1998年） - 小林トシ江
- リング〜最終章〜（1999年） - 伊熊夫人
- おもろい夫婦事件帖(2)（2001年） - 日高トヨ
- ビギナー（2003年） - ふてぶてしい被告の母
- マルサ!!東京国税局査察部（2003年） - 古郡トメ
- 優しい時間（2005年） - 木田敏子
- Ns'あおい（2006年） - 大貫サクラ
- 東京タワー 〜オカンとボクと、時々、オトン〜（2007年） - 中山冨美子
- 鬼平犯科帳スペシャル 引き込み女（2008年） - おりく
- 悪魔の手毬唄（2009年1月5日） - 由良五百子
- 救命病棟24時（2009年9月1日） - 宇野喜久代
- 泣かないと決めた日（2010年7月2日） - 二階堂真千子
- ほんとにあった怖い話（2010年） - 安藤はつ
- もう誘拐なんてしない（2012年） - 雑貨屋店長
- ハングリー!（2012年） - フミ
- チーム・バチスタ4 螺鈿迷宮（2014年） - 木島トク
- 天誅〜闇の仕置人〜（2014年） - 東条信子
- 熱血シングル・ファザー〜新聞記者・新庄圭吾の事件ファイル〜3（2016年） - 田島イツ
- モンタージュ 三億円事件奇譚（2016年） - 水原多喜子
- 金曜エンタテイメント
  - 「おもろい夫婦事件帖2」（2001年） - 日高トヨ
  - 「着物デザイナー 黛涼子の推理紀行」（2005年） - 野口キヌ
  - 「踊る!親分探偵1」（2005年） - 吉原妙
- 世にも奇妙な物語
  - 「ゴミ女」（2007年） - 安村時子
  - 「ナデ様の指輪」（2010年）
- 金曜プレミアム
  - 「赤い霊柩車シリーズ」（2015年） - 相沢フミ

#### テレビ朝日
- 賞金稼ぎ（1975年） - お清
- 特捜最前線（1978年）
  - 第420話「女未決囚408号の告白!」（1985年）
- 破れ新九郎
  - 第6話「地獄の白州は快刀乱麻!」（1978年） - お峯
- レッドビッキーズ（1978年） - 石黒さと
- 男!あばれはっちゃく（1980年）  - カズヤの母
- 天璋院篤姫（1985年） - 唐橋
- はみだし刑事情熱系（1999年） - 小村タツノ
- おばあちゃま、壊れちゃったの?（2000年）
- つぐみへ…〜小さな命を忘れない〜（2000年） - 丘咲郁
- 霊感バスガイド事件簿（2004年） - 桐生信子
- 終りに見た街（2005年） - 農家の女性
- 京都地検の女（2005年） - 高原清子
- PS -羅生門-（2006年） - 森角タキ
- サラリーマン金太郎（2008年） - 中村加代
- 仮面ライダーディケイド（2009年） - おばあちゃん
- 臨場（2009年） - 安田明代
- 刑事一代 平塚八兵衛の昭和事件史（2009年） - 佐藤キミ
- ナサケの女〜国税局査察官〜（2010年） - 小田タキ
- 遺留捜査（2011年） - 斎田登代子
- 都市伝説の女（2012年） - 石橋文江
- オリンピックの身代金（2013年） - ヨネ
- 松本清張ドラマスペシャル・地方紙を買う女〜作家・杉本隆治の推理（2016年） - 潮田久子
- やすらぎの郷（2017年） - 岡林谷江
- 土曜ワイド劇場
  - 「事件シリーズ9」（2001年） - 春山菊枝

#### テレビ東京
- 絵島生島（1971年） - 玉椿
- バースデイ〜こちら椿産婦人科〜（1999年） - 青葉セツ
- 招かざる客～富士山麓連続殺人事件～（2001年）
- ケータイ捜査官7（2008年） - 大滝初枝
- 湯けむりスナイパー（2009年） - カメラマンの老女
- たべるダケ（2013年） - 横井初代
- 僕らプレイボーイズ 熟年探偵社（2015年） - 陶久町子
- さすらい温泉♨遠藤憲一（2019年） - 笠木澄恵
- 水曜ミステリー9
  - 「湯けむりドクター華岡万里子の温泉事件簿」（2005年） - 寺田光代
  - 「食い道楽!出張料理人 亀崎源一」（2006年） - 鈴木タエ
  - 「女かけこみ寺 刑事・大石水穂」（2008年） - 鶴風玉寿
  - 「松本清張特別企画・鉢植を買う女」（2011年） - 上浜清子
  - 「マザー・強行犯係の女〜傍聞き〜」（2016年） - 羽角フサノ

#### WOWOW
- 神様からひと言（2006年） - 明石町
- 十月十日の進化論（2015年） - 相田政子

### 映画
- どぶ（1954年）
- 狼（1955年）
- 病妻物語 あやに愛しき（1956年）
- われは海の子（1956年） - イト
- 夜あけ朝あけ（1956年）
- 婆なき顔役（1958年）
- 脅迫の影（1959年） - 松江
- 危険な女（1959年） - 庄田夫人
- 大人と子供のあいの子だい（1961年） - 母・文子
- 警察日記 ブタ箱は満員（1961年）
- おとし穴（1962年、ATG） - 駄菓子屋の女
- 充たされた生活（1962年） - 森下けい子
- 何もかも狂ってやがる（1962年） - 吉野の母
- 霧子の運命（1962年）
- その人は遠く（1963年） - 井波芳江
- 非行少女（1963年） - 北勝子
- にっぽん昆虫記（1963年） - 松木えん
- 血と海（1965年） - クラ
- 日本列島 (映画)（1965年） - 栄子
- こころの山脈（1966年） - 荒井先生
- 大空に乾杯（1966年） - 滝村菊子
- 男の紋章 竜虎無情（1966年） - お蜂
- 青春ア・ゴー・ゴー（1966年） - 増田よし子
- 太陽が大好き（1966年） - かみさん
- 非行少年 陽の出の叫び（1967年） - 和江
- 朝霧（1968年） - 根岸孝代
- 私が棄てた女（1969年） - 赤提灯のてる
- 戦争と人間（1970年） - 田伏ふさ 【異説あり】
- 裸の十九才（1970年）
- 沖縄（1970年） - 玉那覇さわ子
- 不良少女 魔子（1971年）
- 婉という女（1971年） - かち
- 海軍特別年少兵（1972年） - すず
- あすも夕やけ（1977年）
- 竹山ひとり旅（1977年）
- 愛の亡霊（1978年） - おだめ /語り
- 天使を誘惑（1979年） - 佐野里子
- 天使の欲望（1979年） - 松沢テル
- ツィゴイネルワイゼン（1980年） - 宿の女中
- 夏の別れ（1981年） - おふくろ
- 巣立ちのとき 教育は死なず（1981年） - 高田の母
- 幸福（1981年） - 雨宮の妻 [9]
- さらば愛しき大地（1982年） - 順子の母 役
- ひめゆりの塔（1982年） - 古波蔵カナ
- みゆき（1983年） - 重さん
- チーちゃんごめんね（1984年） - 成田佳代
- 春の瞳（1985年） - 天野りせ
- 野蛮人のように（1985年） - お手伝い・民子
- 女咲かせます（1987年） - 三枝閑子
- 吉原炎上（1987年） - 大倉スミ
- ゴンドラ（1987年） - 良の母
- 二十四の瞳（1987年） - 大石民（先生の母）
- バカヤロー! 私、怒ってます（1988年） - 沼田八重子
- 花物語（1989年） - 良助の祖母・ウメ
- 女殺油地獄（1992年） - 河内屋おさわ
- 夢の女（1993年） - おさわ
- 怖がる人々（1994年）
- のど自慢（1999年） - 荒木美子
- おぎゃあ。（2002年） - 仲里かめ
- さよならみどりちゃん（2005年） - カラオケスナック「有楽」のママ
- ガッツ伝説 愛しのピット・ブル（2005年） - タケ
- 四日間の奇蹟（2005年） - 後藤則幸の祖母
- 怪談新耳袋（2006年） - 島崎信弘の母
- 北辰斜にさすところ（2007年） - 西崎公子
- 図鑑に載ってない虫（2007年） - 海の家のおばさん
- 東京タワー 〜オカンとボクと、時々、オトン〜（2007年） - 小倉のばあちゃん
- 天国からのラブレター（2008年）
- 映画 クロサギ（2008年）
- 花より男子F（2008年） - タマ
- 百万円と苦虫女（2008年） - 藤井絹（絹さん）
- ラストゲーム 最後の早慶戦（2008年） - 合宿所のおばさん
- インスタント沼（2009年） - 旅館のおばさん
- 20世紀少年 第2章 最後の希望（2009年） - 山根邸の隣人
- 銀色の雨（2009年） - 岩井光子
- 僕らのワンダフルデイズ（2009年） - 栗田恵美子
- 僕と妻の1778の物語（2011年） - 野々垣佳子（大家さん）
- 洋菓子店コアンドル（2011年） - 臼場なつめの祖母
- 学校をつくろう（2011年） - 相馬アヤ
- HOME 愛しの座敷わらし（2012年） - 千葉はる
- 人生、いろどり（2012年） - 尾関ツヤ子
- 二流小説家 シリアリスト（2013年） - 工藤三重子
- ペコロスの母に会いに行く（2013年） - 本田まつ
- 土竜の唄 潜入捜査官REIJI（2014年） - 佐久野シズ江
- サクラサク（2014年） - 老女
- 先生と迷い猫（2015年）
- 相棒 -劇場版IV- 首都クライシス 人質は50万人! 特命係 最後の決断（2017年） - 天谷光代
- グッバイエレジー（2017年） - 深山晄の母
- 惡の華（2019年） - 仲村佐和の祖母
- 歩けない僕らは（2019年） - 青木タエ
- 記憶屋 あなたを忘れない（2020年） - 内田アイ子
- もみの家（2020年） - 太見ハナエ 役※遺作

### 吹き替え
- アルフ - ドロシー・ハリガン・ディーヴァー
- 黒い足音(NHK放送時のタイトルは「落ちたスズメ」)  - (モーリン・オハラ)
- クロワッサンで朝食を - フリーダ（ジャンヌ・モロー）
- 刑事コロンボ ビデオテープの証言（1974年） - マーガレット・ミダス（マーサ・スコット）
- シャーロック・ホームズの冒険 ＃18「修道院屋敷」- テレサ
- タイタニック（1997年） - ミセス・カルバート（グロリア・スチュアート）[10] ※ソフト版
- 黄昏 - エセル（キャサリン・ヘプバーン） ※DVD版
- 地上最強の美女たち!チャーリーズ・エンジェル
- ドライビング Miss デイジー - デイジー・ワサン（ジェシカ・タンディ） ※VHS版
- 裸足で散歩（ミルドレッド・ナットウィック）
- 歴史は夜作られる（ジーン・アーサー）

### その他
- ウッチャンナンチャンのやるならやらねば!（フジテレビ） - 「クイズ5、6人に聞きました」に出演。